# 杨曾武
杨曾武（1916年—），男，汉族，北京人，中国统计学家，天津财经大学教授、统计系名誉系主任，曾任中国统计学会常务理事。